# Gallun

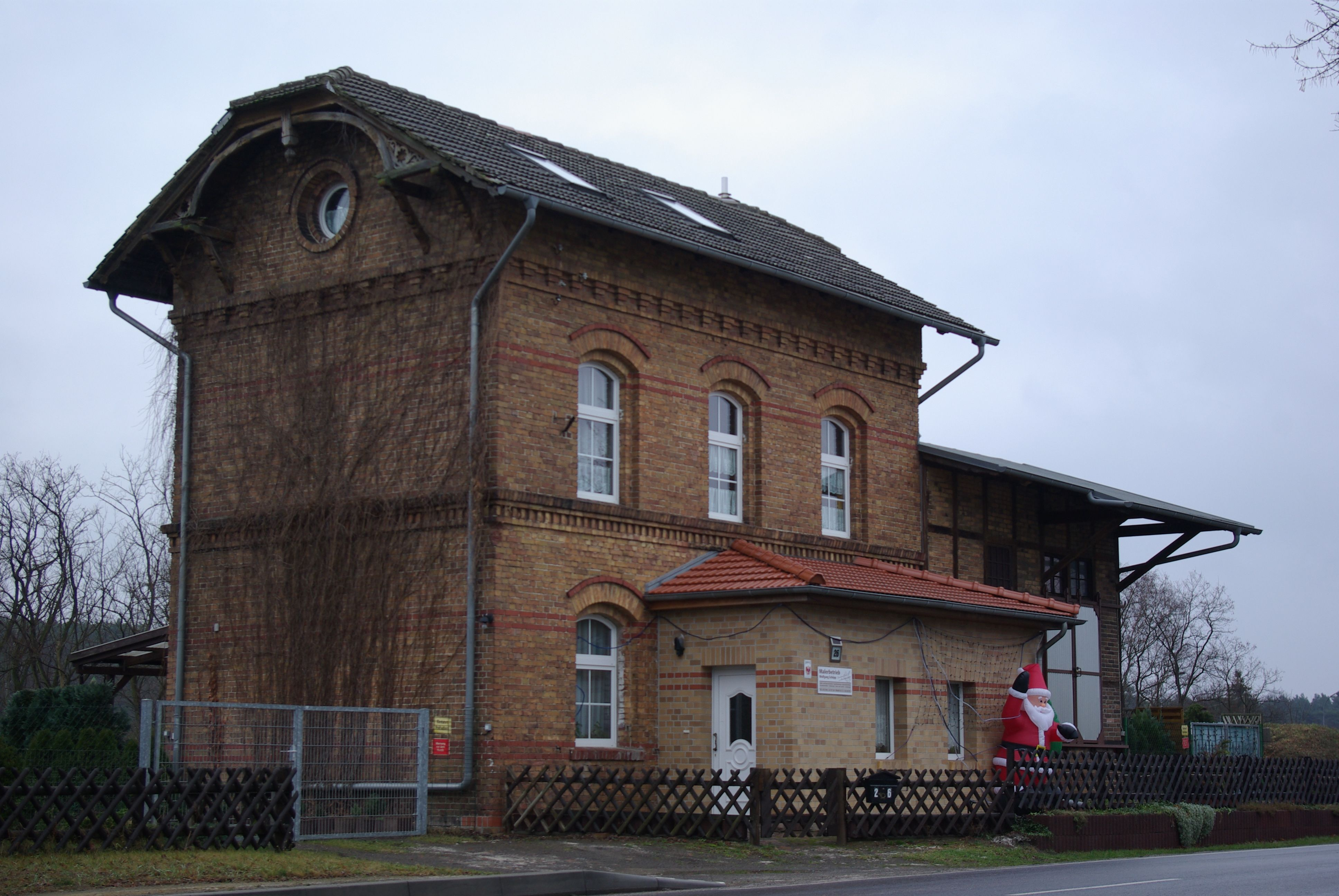
Der ehemalige Bahnhof von Gallun (Süd)

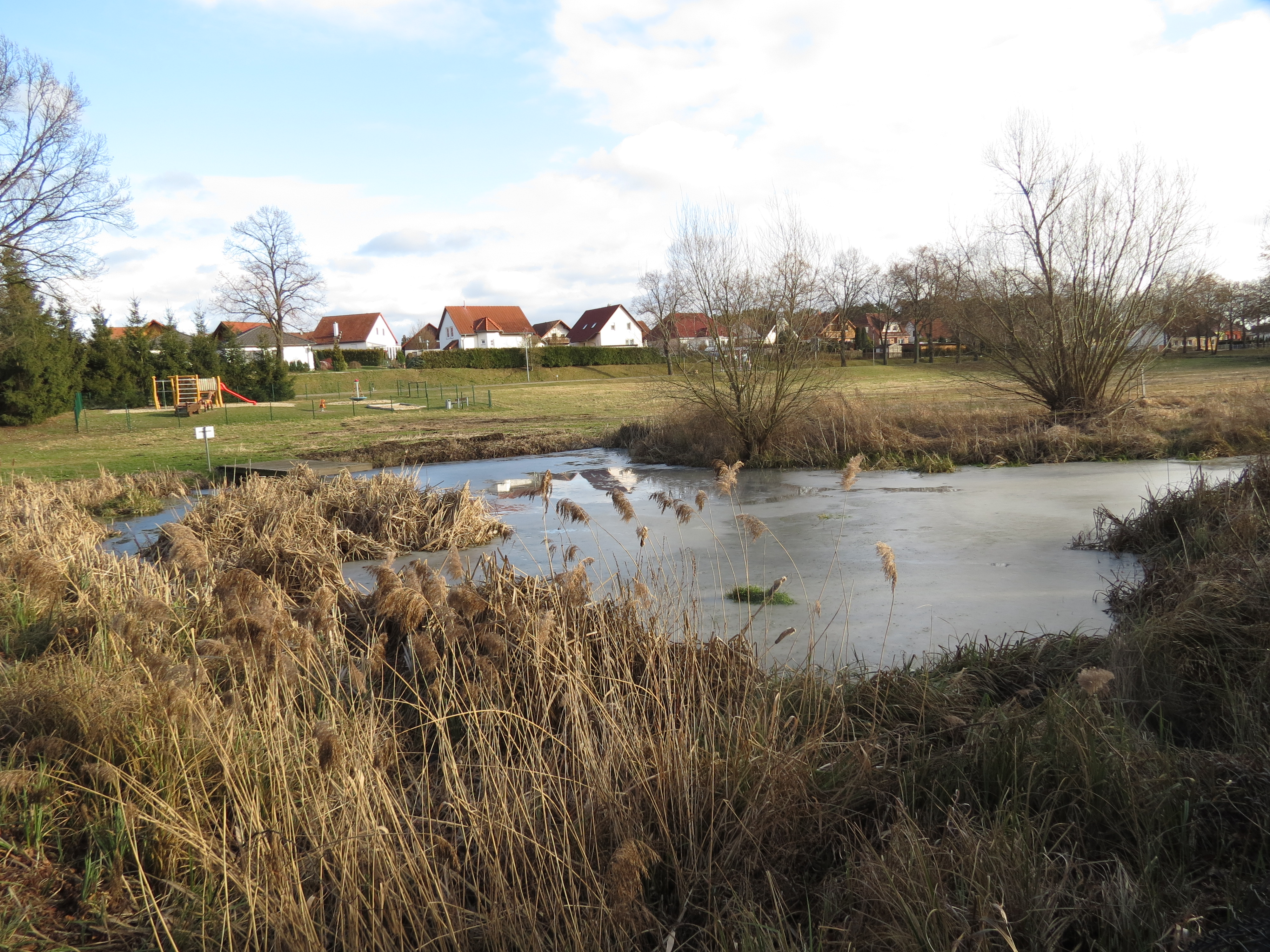
Der Dorfteich von Gallun

Gallun (niedersorbisch Gółuń oder Gółyń) ist ein Ortsteil der Stadt Mittenwalde im Landkreis Dahme-Spreewald (Brandenburg). Es war bis 2003 eine eigenständige Gemeinde.

## Geographie
Der Ortskern von Gallun liegt ca. 2,7 km südöstlich der Kernstadt von Mittenwalde; und etwa 18 km vor der südöstlichen Stadtgrenze von Berlin. Es ist von dort über die Bundesautobahnen 113 und 13 zu erreichen, die zweite (Mittenwalde) oder dritte (Bestensee) Abfahrt nach dem Autobahnkreuz Schönefeld. Durch den Ort verläuft die Bundesstraße 246. Der Flughafen Berlin Brandenburg (BER) befindet sich nördlich in der Nähe. Den öffentlichen Personennahverkehr stellt die Regionale Verkehrsgesellschaft Dahme-Spreewald mbH (RVS) sicher.
Im Norden grenzt die Gemarkung an die (Kern-)Stadt Mittenwalde, im Osten an Schenkendorf und dessen Gemeindeteil Krummensee sowie an der Gemarkung der Gemeinde Bestensee, im Süden an Motzen (Ortsteil der Stadt Mittenwalde) und Kallinchen, im Südwesten an Schöneiche (beide genannten Orte sind Ortsteil der Stadt Zossen) und im Westen an Telz (Ortsteil der Stadt Mittenwalde).
Durch den Westteil der Gemarkung verläuft der Galluner Kanal, der den Motzener See mit dem Nottekanal verbindet. Im Osten bildet die Autobahn A 13 annähernd die Gemarkungsgrenze. Im Süden reicht die Deponie Schöneicher Plan auch auf die Gemarkung Gallun. Die Gleise der stillgelegten Königs Wusterhausen-Mittenwalde-Töpchiner Kleinbahn verlaufen von Norden nach Süd mittig durch die Gemarkung östlich am Ort vorbei. Die Haltestation lag an der Storkower Straße.

## Geschichte
Gallun wurde erstmals 1492 und damit verhältnismäßig spät urkundlich genannt. Es gehörte damals zum Amt Zossen, das aus der 1490 vom brandenburgischen Kurfürsten Johann Cicero erworbenen Herrschaft Zossen hervorgegangen war. Der Ort hatte eine Sonderstellung innerhalb der Herrschaft bzw. des Amtes, denn er war nicht im direkten Besitz der Herrschaft Zossen bzw. dem Amt Zossen, sondern im Besitz einer Adelsfamilie als Afterlehen. Dem Amt Zossen standen nur die Dienste zur Burg in Zossen, die Arbeit der Bauern an den Dämmen und die Landfolge der Lehnsleute zu. Die Sonderstellung wird auch dadurch betont, dass Gallun ursprünglich nach Mittenwalde (Bistum Brandenburg) eingepfarrt war, also ursprünglich sicher nicht zur Herrschaft Zossen und damit zum Bistum Meißen gehörte.
Schlimpert gibt drei Deutungsmöglichkeiten des Namens Gallun. Erstens zu einer Grundform *Golun' = Ort eines Golun, zu einem slawischen Personennamen *Golun oder *Golun', zu urslaw. *golъ = nackt, kahl, zweitens von einer Grundform *Golyn'a, ebenfalls zu urslaw. *golъ = nackt, kahl, im Sinne von nacktes, kahles Gelände und drittens von einer aplb. Grundform *Galun', zu einem slawischen Personennamen *Galun oder *Galuń, also Ort eines Galun zu urslawisch *galъ = schwarz. Nach seiner Struktur war Gallun ursprünglich ein Sackgassendorf.
1492 wird das Dorf, ein Gehölz die „nasse Hayd“ und die Fischerei (wahrscheinlich im Galluner Fließ) erwähnt. 1555 wird der Weinberg beim Dorf genannt. 1583 wohnten neun Hüfner und drei Kossäten im Dorf. 1624 werden noch sieben Hüfner genannt; insgesamt hatte der Ort 20 Hufen. 1652 nach dem Dreißigjährigen Krieg lebten noch sechs Bauern im Dorf.
Das Dorf Gallun gehörte im ausgehenden Mittelalter zur Herrschaft Zossen, bzw. ab 1491 zum Amt Zossen, hatte jedoch innerhalb des Amtes eine Sonderstellung. Es unterstand nämlich nicht direkt dem Amt, sondern war ein Adelssitz, der von der Herrschaft Zossen bzw. ab 1491 vom Amt Zossen zu Lehen ging. Am 16. Februar 1492 belehnte Kurfürst Johann Cicero Hans, einen Kreuzherrn, Georg und Balthasar (Baltzar) von Glaubitz sowie Heinrich und Andreas von Glechow „alle Gebrüder“ mit einem freien Hof in Zossen, einem weiteren freien Hof mit vier freien Hufen, den (vorher) Thumen Wildow innehatte, das ganze Dorf Gallun mit der Fischerei im Fließ und dem Seechen und zahlreichen weiteren Besitzungen im Amt Zossen. Der Zusatz „alle Gebrüder“ kann nur bedeuten, dass sie Stiefbrüder waren. 1513 war Andreas von Glechow gestorben, und die von Glaubitz waren Lehensfolger. 1519 empfingen Heinrich, ein Priester, Jorg, Friedrich und Joachim Gebrüder die Glaubitz nach dem Tod ihres Vaters Georg das Lehngut Kasel (Landkreis Dahme-Spreewald). 1521 erhielten Heinrich, ein Priester, für sich und seine Brüder Jorgen, Friedrich und Joachim von Glaubitz zu Zossen, auch für Caspar, der Sohn von Balthasar von Glaubitz zu Mittenwalde, die Lehn nach dem Tod des Heinrich von Glechow, Priester in Teupitz die Lehn; sie standen mit ihm in gesamter Hand. 1523 starb der Kreuzherr/Priester Hans von Glaubitz, und Wolf von Glaubitz und seine unmündigen Brüder Nickel und Caspar „zur Kasel“, die Söhne des Jorge/Georg von Glaubitz, empfingen ihren Anteil vom Erbe des Heinrich von Glaubitz. 1527 wurden nun Wolf, Nickel und Caspar von Glaubitz mit dem Rittersitz in Kasel und anderen Besitzungen bei Luckau belehnt. Mitbelehnt waren ihre Vettern Heinrich, der Priester, Georg, Friedrich und Joachim Gebrüder von Glaubitz zu Zossen und Caspar von Glaubitz zu Mittenwalde. Caspar von Glaubitz heiratete 1537 eine Catharina (Nachname unbekannt). Wolf von Glaubitz kam später in den alleinigen Besitz des Rittersitzes Kasel. 1543 starb er, Erben waren seine Söhne Hans und Wolf d. J. Am 6. November 1543 erhielt Hans die Lehn, sein Bruder Wolf war noch minderjährig. Mitbelehnt waren wiederum die Vettern Herr Heinrich, Georg, Friedrich und Joachim Gebrüder von Glaubitz zu Zossen und Caspar von Glaubitz zu Mittenwalde. 1552 standen George, Friedrich und Joachim, Gebrüder v. Glaubitz, mit der Stadt Mittenwalde in Unterhandlungen. (Ein) Friedrich von Glaubitz (wohl schon die nächste Generation) heiratete 1555 Margaretha von Wiese. 1572 war Friedrich von Glubitz zu Gluwe (wohl eine stark verballhornte Schreibung für Gallun) auf dem Landtag in Berlin. Möglicherweise ist auch Albrecht von Gluwe zu Zossen, der 1572 ebenfalls auf dem Landtag in Berlin anwesend war, eine verunglückte Schreibweise für Albrecht von Glaubitz, denn um diese Zeit gab es kein Geschlecht Gluwe in Zossen. In einem Verzeichnis der Adelsgeschlechter, die brandenburgische Lehen hatten (vom Ende des 16. Jahrhunderts) werden aufgeführt: Albrecht, Arndt, Christof und Joachim von Glaubitz, die Söhne des Joachim von Glaubitz und die Gebrüder Adam, Hasse und Elias von Glaubitz. Leider ist bei beiden Nennungen jeweils kein Rittersitz angegeben. Arndt von Glaubitz wurde 1599 mit dem Freihof in Zossen belehnt. Hasse von Glaubitz heiratete 1591 Elisabeth von Berg adH Metzelthin; die Eheleute setzten 600 Taler Ehegeld fest.
Im Laufe des 16. Jahrhunderts wurde Gallun in zwei Besitzteile aufgeteilt. Ein Drittel des Dorfes mit einem Rittersitz, mit anteiligem Gericht und Diensten der Bauern und Kossäten verblieb der Familie von Glaubitz, während der andere Teil (zwei Drittel des Dorfes) schon vor 1577 an die von Enderl(e)in in Miersdorf fiel.

### Das von Glaubitzsche Drittel

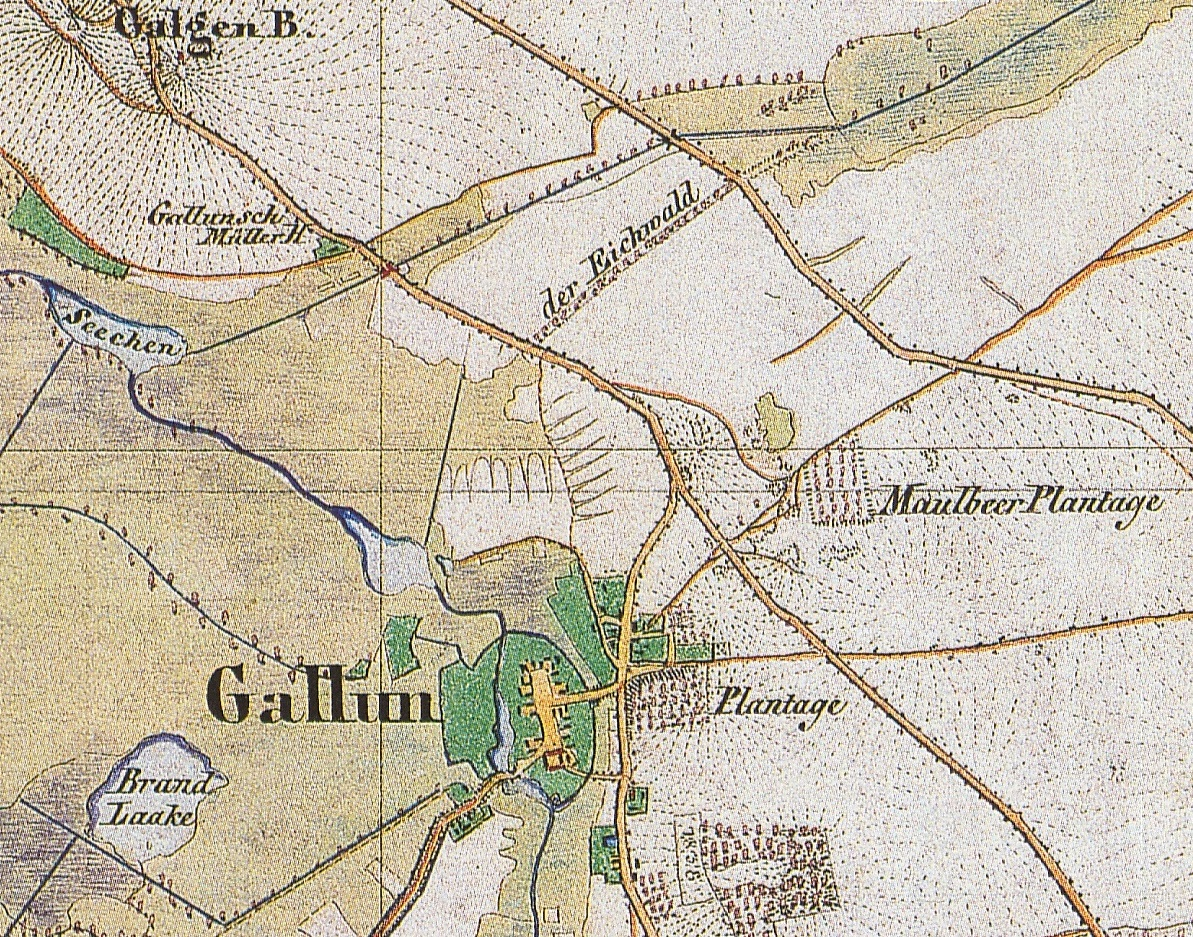
Gallun auf dem Urmesstischblatt 3747 Königs Wusterhausen von 1839

Am 22. August 1644 belehnte Kurfürst Friedrich Wilhelm seinen Leibarzt Dr. Möller mit Gallun, dem abgebrannten Rittersitz Zossen und Gütern und Einkünften in Töpchin, Kallinchen, Neuendorf und Lüdersdorf. 1650 verpfändete dessen Sohn David Möller seinen Lehnbesitz für 1700 Taler und auf 50 Jahre an den Mittenwalder Bürgermeister Christian Herzberg. Er war seit 1636 mit Katharina Gericke verheiratet, mit der er drei Kinder hatte. Ein Sohn starb früh, der zweite Sohn Andreas (1640–1705) blieb unverheiratet. Die Tochter Elisabeth (1647–1677) heiratete den späteren Bischof von Reval, Jakob Helwig (1631–1684), mit dem sie nach Reval zog. Der Sohn Andreas war Erbe des Lehn- bzw. Pfandbesitzes; er starb 1705.
Am 13. August 1707 wurde Hofrat Ludwig Theophil Kiesewetter mit Gallun, dem Rittersitz Zossen und Gütern und Einkünften in Töpchin, Kallinchen, Neuendorf und Lüdersdorf belehnt. Bereits am 9. Oktober 1707 verkaufte er diesen Besitz (darunter Gallun) an Charlotte Sophie von Chwalkowska geb. von dem Knesebeck um 13.000 Taler. Sie überließ es ihrer Tochter Eleonore Philippine Chwalkowska (1691–1741), die mit dem brandenburgischen Kammerpräsidenten Christian Ernst von Münchow (1671–1749) verheiratet war.
Am 13. Oktober 1716 erwarb König Friedrich Wilhelm I. den dritten Teil des Ortes Gallun für 15.000 Taler vom brandenburgischen Kammerpräsidenten Christian Ernst von Münchow. In dem Kauf enthalten war auch die Meierei (oder das Vorwerk) Vogelsang, nordwestlich der Stadt Mittenwalde vor dem Berliner Tor gelegen, heute ein Wohnplatz der Stadt Mittenwalde.

### Der Thümensche Besitzanteil
Friedrich von Glaubitz verkaufte zwei Drittel von Gallun vor 1577 an die von Enderlin in Miersdorf. 1594 verkaufte Baltzer von Enderlin in Miersdorf den Rittersitz und den vier Freihufen in Gallun an Christoph von Thümen (* 1548, † 1598) auf Waltersdorf. Dabei wird auch der Vorbesitzer Friedrich von Glaubitz genannt. Christoph von Thümen war der Sohn des Heinrich von Thümen, Erbherr auf Löwenbruch, der aber in Trebbin wohnte und mit einer NN. von Redern verheiratet war. Heinrich von Thümen hatte 1553 das Dorf Waltersdorf von den von Liepe und den von Mittelstraß erworben. Christoph von Thümen war Hauptmann auf dem Amt Mühlenhof, und Oberschenk und Hofmarschall des brandenburgischen Kurfürsten Johann Georg. Er war zweimal verheiratet, in erster Ehe mit Catharina von Hacken aus Machnow (Kleinmachnow) und in zweiter Ehe mit Eva von Samtleben aus dem Hause Samtleben. Christoph starb 1598, Erbe von Waltersdorf und Gallun war der Sohn Alexander Otto aus der ersten Ehe mit Catharina von Hacke. In den Stammtafeln wird er als Erbherr auf Waltersdorf, Gallun, Kallinchen und Töpchin bezeichnet.
Alexander Otto heiratete am 26. April 1599 Sabina von der Gröben, Tochter des Geheimen Rat und Oberkammerherrn Ludwig von der Gröben (1529–1601) auf Kotzeband (heute Bötzow), Meseberg und Dabergotz und der Anna von Oppen (1545–1593) adH Kossenblatt. 1599 erlaubte Wedigo Gans von Putlitz, kurfürstlich-brandenburgischer Hauptmann der Ämter Zossen und Trebbin dem Otto von Thümen die Anlage eines neuen Holzungsplatzes.
Otto starb schon 1604. Erben des Rittersitzes in Gallun und des Rittersitzes in Waltersdorf waren seine unmündigen Kinder, die Söhne Christoph Ludwig (* 2. Juni 1601 – 1660) und Eustachius († 1696) sowie die Tochter Melusine, die mit Manasse von Schlabrendorf auf Glienicke und Wassmannsdorf verheiratet war. Nach dem Tod ihrer Mutter Sabina von der Gröben 1620, teilten die Brüder Christoph Ludwig und Eustachius den väterlichen Besitz. Während Christoph Ludwig Gallun übernahm, bekam Eustachius Waltersdorf. Christoph Ludwig war Königlich-Schwedischer Rittmeister und war mit Maria Hedwig von Pfuel verheiratet. Er ließ in Gallun eine Kirche errichten. 1623 kaufte er die Mühle in Motzen Joachim Zernicke für 1.750 Taler. 1637 hatte Christoff Ludwig von Thümen zu Gallun Ärger mit dem Wassermüller Steffen Weber zu Mittenwalde wegen der Wasserführung der Mühle; der Streit musste durch kurfürstlich-brandenburgische Kommissarien verglichen werden. 1652 bekam Rittmeister Christoph Ludwig Ärger mit der Stadt Mittenwalde, weil er sein Vieh unberechtigterweise in der „Nassen Heide“ weiden ließ. Am 12. August 1658 beurkundete das Amt Zossen die Verpfändung von zwei Mühlen vor dem Dorf Motzen durch Joachim Ernst von Görtzke an Christoff Ludwig von Thümen zu Gallun auf die Dauer von 90 Jahren. Die Stammtafeln nennen ihn auch Erbherr von Zeesen.
Christoph Ludwig von Thümen starb am 27. März 1660. Er hatte den Sohn Adam Ludwig sowie die zwei Töchter, die früh verstorben sind. Adam Ludwig übernahm nun Gallun und Zeesen. Er war kurbrandenburgischer Leutnant und Kammer, und mit Anna Sabine von Bredow verheiratet. Das Rittergut in Gallun hatte vier Hufen. Das Paar hatte drei Söhne und eine Tochter. 1675 ist Adam Ludwig gestorben, seine Kinder waren zu diesem Zeitpunkt noch minderjährig.
1680 wurde das Rittergut Gallun versteigert; aus der Versteigerung erwarb es der damalige brandenburgische Kurfürst Friedrich Wilhelm für 4.000 Taler. Nur kurz danach tauschte der Kurfürst seinen Anteil an Gallun gegen das Dorf Klein Glienecke ein, das dem Joachim Ernst von Schlabrendorf gehörte.
1682 war Joachim Ernst von Schlabrendorf im Besitz von Gallun und dessen Rittergut. Er war mit Anna Katharina von Stoßloff verheiratet. Auf Joachim Ernst folgte dessen Sohn Otto. 1691 verpfändete Otto von Schlabrendorf das Gut Gallun an Friedrich Meinhard v. Rhetz (Rietz) für 6000 Taler auf 25 Jahre. 1692 erteilte Kurfürst Friedrich III. seinen Konsens zur Verpfändung. 1695 überließ Friedrich Meinhard von Rhetz das Pfand für nunmehr 7.000 Taler dem Hofrat Johann Heinrich Sohre. Auch hier folgte bald darauf noch der Konsens von Kurfürst Friedrich dem III. 1704 war Johann Heinrich Sohre verstorben und seine Erben verglichen sich wegen Gallun und anderer Güter. Otto von Schlabrendorf konnte Gallun wieder in seinen Besitz bringen. 1721 starb der General der Infanterie Otto Freiherr von Schlabrendorf in Groß Machnow.
Erbe von Gallun war Ewald von Schlabrendorf, Domherr in Brandenburg. 1722 tauschte der Kurfürst den noch verbliebenen Anteil von Gallun von Ewald von Schlabrendorf gegen das Gut Klein Glienicke ein und vereinigte die Besitzanteile wieder in einer Hand. Bis 1729 gehörte das Vorwerk Gallun zum Amt Potsdam. Mit dem Erwerb von Kallinchen wurde es der Herrschaft Königs Wusterhausen als eigenes Amt unterstellt.

## Gallun unter dem Amt Gallun
Das Amt Gallun wurde in Generalpacht vergeben. Der Pächter zog nicht nur die Abgaben der Bauern ein, sondern betrieb auch auf den beiden Vorwerken Eigenwirtschaft. 1743 wohnten sieben Bauern und drei Kossäten im Dorf. Weiter werden genannt, ein (Wind-)Müller auf dem Mittenwalder Feld, ein Krug, eine Schäferei außerhalb des Dorfes, eine Schmiede und ein Vorwerk bei Mittenwalde, der Vogelsang. 1774 gehörten zum Gut Gallun das Vorwerk Vogelsang, eine Schäferei und eine Windmühle. 1800 lebten 10 Bauern, 6 Büdner, 6 Einlieger, ein Schmied, ein Krüger, ein Windmüller und ein Förster in Gallun; insgesamt gab es 26 Feuerstellen. Die Hufenzahl wird mit 20 Hufen und 10 Hufen angegeben. Vermutlich sind mit diesen zehn Hufen das Vorwerk Vogelsang bei Mittenwalde gemeint.
1801 ließ Amtmann Johann Friedrich Christian Romanus eine Allee mit 200 Maulbeerbäumen in Gallun anlegen. Zwischen etwa 1801 und 1850 züchtete die Familie Böttcher in Gallun Seidenraupen. 1848/49 lieferten sie 16 Metzen Kokons guter Qualität und 19½ Metzen Kokons mittlerer Qualität in die Haspel-Anstalten des Herrn von Türk zu Klein Glienicke bei Potsdam ab. 9 bis max. 13 Metzen Kokons lieferten 1 Pfund Rohseide. Die Maulbeerplantage lag am Krummenseer Weg; eine zweite Plantage lag wohl in der Ecke der heutigen Mittenwalder Chaussee und Storkower Straße.
1810 wurde das Gut Gallun und auch das Vorwerk Vogelsang in Erbpacht gegeben. Das Amt Gallun wurde damit quasi aufgelöst. Die Verwaltung der Einnahmen wurde dem Rentamt Königs Wusterhausen übertragen. 1817 hatte das Dorf mit Vorwerk 130 Einwohner. 1840 standen im Dorf und Vorwerk 32 Wohnhäuser; Gallun hatte damals 164 Einwohner. 1849 wurde Pächter und Amtmann Johann Friedrich Schulze vom Rittergut Gallun zum stellvertretenden Feuerlöschkommissarius für den VIII Bezirk des Kreises Teltow gewählt.
1858: Bei den 10 Hofeigentümern waren 5 Knechte und Mägde angestellt. 10 Eigentümer betrieben die Landwirtschaft im Nebenerwerb. Weiter wohnten zwei Arbeiter und ein Bedienter im Dorf. Es gab einen Grobschmied, einen Krüger, eine Holzhandlung und schon einen Krämer im Ort. Die Dorfgemeinschaft hatte für drei Ortsarme aufzukommen. Das Gut wurde mit sieben Knechten und Mägden sowie zehn Tagelöhnern bewirtschaftet.
1860 wurden im Dorf ein öffentliches Gebäude, 24 Wohngebäude und 47 Wirtschaftsgebäude gezählt. Zum Rittergut gehörten drei Wohngebäude und acht Wirtschaftsgebäude. Auf dem Gut standen 7 Pferde, 40 Stück Rindvieh und 490 Schafe. Nach den Stein’schen Reformen bildete sich neben der bäuerlichen Gemeinde auch der Gutsbezirk heraus, der auch nach der 1849 erfolgten Abschaffung der Patronatsgerichtsbarkeit, dem Rittergutsbesitzer direkt unterstellt blieb. 1871 wurden im Gemeindebezirk 29 Wohngebäude und 201 Einwohner gezählt, im Gutsbezirk drei Wohngebäude und 60 Einwohner. 1877 ist als Pächter des Rittergutes von Gallun ein Mann namens Schulz genannt.
1879 war der Besitzer des Rittergutes Gallun ein Kommerzienrat August Richter. Es gab eine Brennerei auf dem Gutsgelände. Allerdings war das Gut ein nicht kreistagsfähiges Gut, d. h. der Besitzer hatte keinen Sitz im Kreistag. Er besaß auch das kreistagsfähige Rittergut Schenkendorf bei Königs Wusterhausen.
1885 hatte das Gut des Kommerzienrats August Richter in Gallun eine Gesamtgröße von 350 ha, davon waren 188 ha Acker, 34 ha Wiesen, 40 ha Weiden und 88 ha Wald. Der Grundsteuerreinertrag betrug 1340 Mark. 1896 war August Richter schon verstorben und das Rittergut gehörte den August Richterschen Erben, die es noch in diesem Jahr an den Verlagsbuchhändler Rudolf Mosse verkauften. Das Gut Gallun umfasste damals 350 ha. 1892 war die Chaussee von Mittenwalde nach Groß Besten gebaut worden. Am Ortsausgang von Gallun Richtung Mittenwalde entstand ein Chausseehaus, das allerdings in einer Ausbuchtung der Mittenwalder Stadtgemarkung liegt (Galluner Chaussee 6). Zum 31. Dezember 1894 ging das Teilstück der Königs Wusterhausen-Mittenwalde-Töpchiner Kleinbahn von Mittenwalde über Gallun, Motzen und Töpchin in Betrieb. Gallun erhielt südlich des Ortskerns einen Bahnhof (Gallun Süd) und in unmittelbarer Nähe des Ortskerns eine weitere Haltestelle (Gallun Nord). 1900 gehörten zum Dorf bzw. dem Gemeindebezirk 48 Häuser, zum Gutsbezirk 4 Häuser.
Rudolf Mosse ließ das gleichzeitig erworbene Schenkendorf und Gallun 1903 und 1910 von einem Administrator namens Hinrichsen verwalten. 1914 hieß der Administrator Sigismund Freund. Die Brennerei in Gallun wurde weiter betrieben.
Im Handbuch des Grundbesitzes von 1921 ist immer noch Rudolf Mosse genannt, der aber schon 1920 gestorben war. Als Administrator war ein Langner tätig. Die Witwe Emilie Löwenstein (1851–1924) war dann bis zu ihrem Tod 1924 Eigentümerin.
Niekammer nennt für 1929 Frau Felicia Lachmann-Mosse (1888–1972), Berlin, als Besitzerin. Sie war die Adoptivtochter des Rudolf Mosse und seiner Frau Emilie Löwenstein, deren Ehe kinderlos geblieben war. Felicia Lachmann-Mosse hatte 1911 Hans Lachmann (1885–1944) geheiratet, den Sohn des Messingfabrikbesitzers Georg Lachmann und seiner Frau Hetty. Hans Lachmann nannte sich nach seiner Heirat Lachmann-Mosse. 1929 bewirtschafte der Administrator Felgentreu das Gut Gallun, das nun eine Gesamtgröße von 371 ha hatte, davon 179 ha Acker, 19 ha Wiesen, 159 ha Wald und 4 ha Wege, Hofgelände und Unland. 1931 zählte man in Gallun 61 Wohnhäuser. 1935 wurde das Gut enteignet. Der folgende Besitzer ist nicht bekannt.
Nach dem Zweiten Weltkrieg wurde das Gut in der Bodenreform erneut enteignet. Von 283 ha wurden 115 ha wieder verteilt: 24 kleine Wirtschaften von 0 bis 1 ha erhielten zusammen 6 ha. 13 Wirtschaften von 5 bis 10 ha erhielten zusammen 74 ha und 9 Altbauern erhielten zusammen 35 ha. Im Zuge der Kollektivierung der Landwirtschaft bildete sich 1958 eine erste LPG Typ I mit drei Mitgliedern und 27 ha Nutzfläche. 1960 gab es zwei LPGs mit 39 Mitgliedern und 306 ha landwirtschaftlicher Nutzfläche. 1966 wurden die beiden LPGs vereinigt und die verbleibende LPG Typ I wurde 1971 in eine LPG Typ III umgewandelt. 1973 gab es die LPG und ein VEG im Ort, das auch eine Brennerei betrieb.
| Einwohnerentwicklung in Gallun von 1734 bis 2002 | Einwohnerentwicklung in Gallun von 1734 bis 2002 | Einwohnerentwicklung in Gallun von 1734 bis 2002 | Einwohnerentwicklung in Gallun von 1734 bis 2002 | Einwohnerentwicklung in Gallun von 1734 bis 2002 | Einwohnerentwicklung in Gallun von 1734 bis 2002 | Einwohnerentwicklung in Gallun von 1734 bis 2002 | Einwohnerentwicklung in Gallun von 1734 bis 2002 | Einwohnerentwicklung in Gallun von 1734 bis 2002 | Einwohnerentwicklung in Gallun von 1734 bis 2002 | Einwohnerentwicklung in Gallun von 1734 bis 2002 | Einwohnerentwicklung in Gallun von 1734 bis 2002 | Einwohnerentwicklung in Gallun von 1734 bis 2002 | Einwohnerentwicklung in Gallun von 1734 bis 2002 | Einwohnerentwicklung in Gallun von 1734 bis 2002 | Einwohnerentwicklung in Gallun von 1734 bis 2002 | Einwohnerentwicklung in Gallun von 1734 bis 2002 | Einwohnerentwicklung in Gallun von 1734 bis 2002 | Einwohnerentwicklung in Gallun von 1734 bis 2002 | Einwohnerentwicklung in Gallun von 1734 bis 2002 |
| ------------------------------------------------ | ------------------------------------------------ | ------------------------------------------------ | ------------------------------------------------ | ------------------------------------------------ | ------------------------------------------------ | ------------------------------------------------ | ------------------------------------------------ | ------------------------------------------------ | ------------------------------------------------ | ------------------------------------------------ | ------------------------------------------------ | ------------------------------------------------ | ------------------------------------------------ | ------------------------------------------------ | ------------------------------------------------ | ------------------------------------------------ | ------------------------------------------------ | ------------------------------------------------ | ------------------------------------------------ |
| Jahr                                             | 1734                                             | 1772                                             | 1801                                             | 1817                                             | 1840                                             | 1858                                             | 1875                                             | 1890                                             | 1910                                             | 1925                                             | 1939                                             | 1946                                             | 1964                                             | 1971                                             | 1981                                             | 1991                                             | 1997                                             | 2002                                             |                                                  |
| Einwohner                                        | 103                                              | 129                                              | 158                                              | 130                                              | 164                                              | 187                                              | 314                                              | 321                                              | 409                                              | 384                                              | 365                                              | 473                                              | 392                                              | 400                                              | 316                                              | 303                                              | 463                                              | 628                                              |                                                  |

## Die Besitzer des Vorwerkes bzw. ehemaligen Rittergutes (Übersicht)
- 1810 bis 1820 (†) Dr. jur. Georg Friedrich von Lamprecht, Geheimer Kriegs- und Domänenrat[56][41]
- seit 1822 bis ca. 1850 (Johann) Friedrich Schulze, Pächter und Amtmann in Gallun[57][58][59]
- vor 1857 List, Amtmann in Gallun[60]
- 1869 Selle, Amtmann[61]
- 1877 Schulz, Pächter[62]
- 1879 bis ca. 1896 August Richter (1896: August Richtersche Erben[63])
- 1896 bis 1920 Rudolf Mosse
- 1920 bis 1924 Emilie Mosse geb. Löwenstein
- 1924 bis 1935 (Zwangsversteigerung) Felicia Lachmann-Mosse

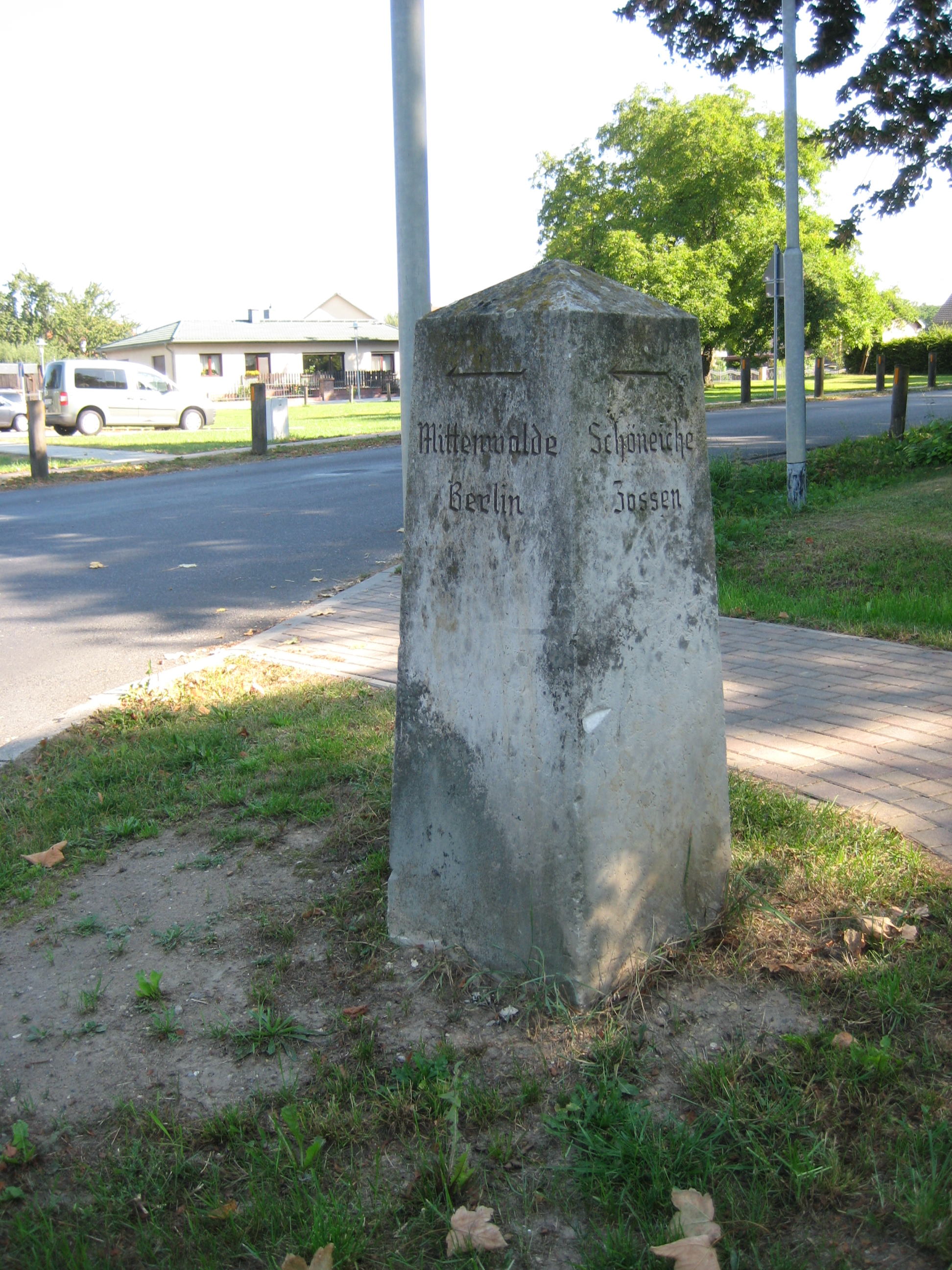
Alter Wegweiser an der Mittenwalder Chaussee

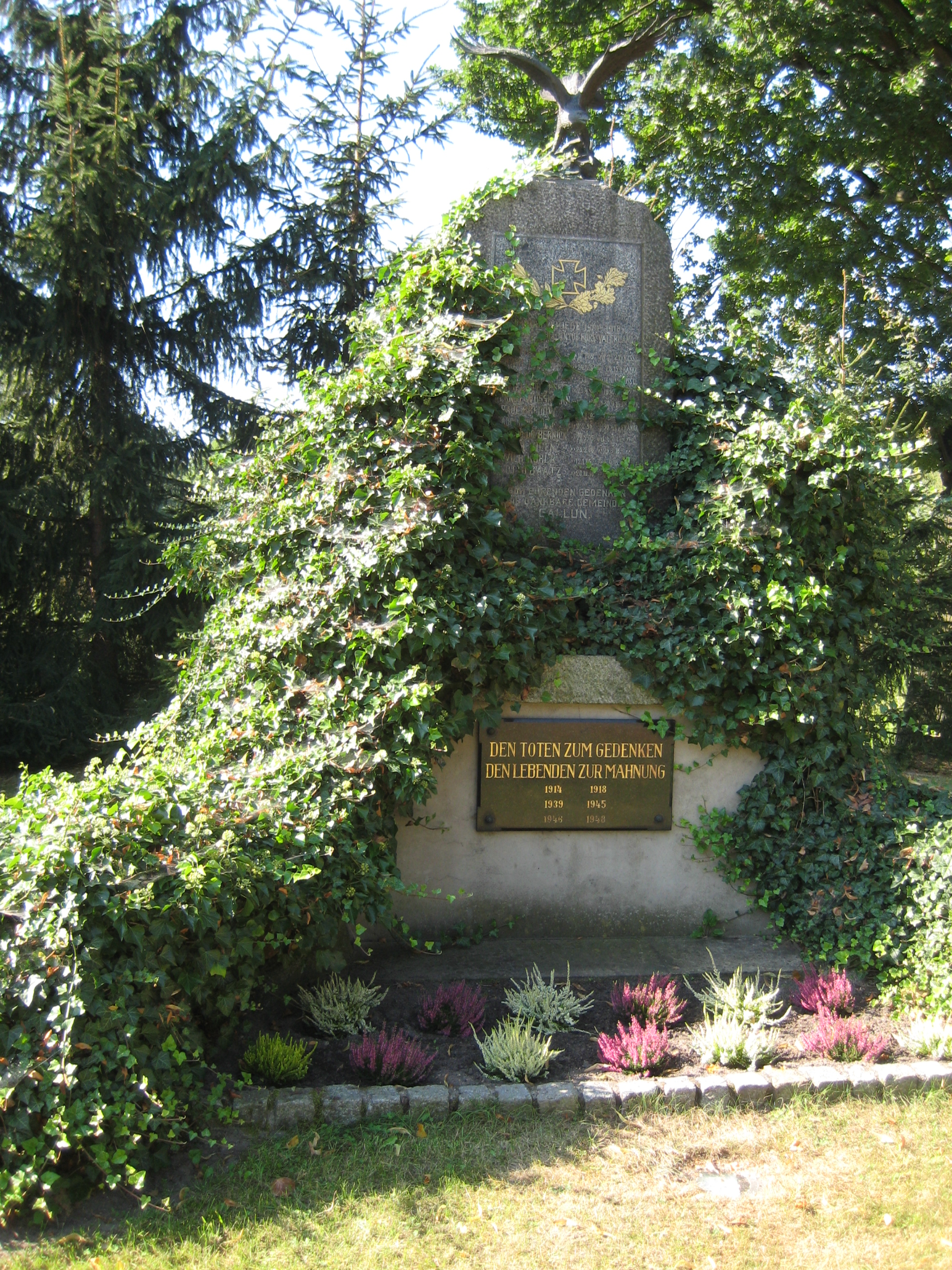
Denkmal für die Toten des 1. und 2. Weltkriegs an der Mittenwalder Chaussee

### Kommunalpolitische Geschichte
Gallun gehörte zum Zeitpunkt seiner Erstnennung zum Amt Zossen, das aus der Herrschaft Zossen hervorgegangen war. Die Herrschaft Zossen war 1490 vom damaligen brandenburgischen Kurfürsten Johann Cicero erworben und in ein landesherrliches Amt umgewandelt worden. Die Herrschaft Zossen gehörte zur Niederlausitz und war ein Lehen der böhmischen Krone. Mit der Ausbildung der Kreise in der Mark Brandenburg wurde das Amt Zossen an den Teltowischen Kreis angeschlossen und bildete zusammen mit Trebbin den sog. Ämterkreis innerhalb des Teltowischen Kreises. In der Kreisreform von 1816 wurde der Teltowische Kreis mit der Herrschaft Storkow zum Kreis Teltow-Storkow vereinigt. 1835 wurde die Herrschaft Storkow wieder abgetrennt und der Kreis Teltow wieder hergestellt, der bis 1952 in dieser Form erhalten blieb. 1952 wurde der Kreis Teltow (und auch das Land Brandenburg) aufgelöst, Gallun kam zum neu gebildeten Kreis Königs Wusterhausen im Bezirk Potsdam der DDR, der in der Kreisreform von 1993 im Land Brandenburg mit den Kreisen Calau, Luckau und Lübben zum Landkreis Dahme-Spreewald vereinigt wurde.
Mitte des 19. Jahrhunderts war Gallun in den Gemeindebezirk und den Gutsbezirk Gallun geteilt. 1874 wurde in der Provinz Brandenburg eine Kreisreform durchgeführt. Die Domänenämter wurden aufgelöst, deren Verwaltungsaufgaben teils den Kreisen, teils den neu gebildeten Amtsbezirken übertragen. Gallun (Gemeinde- und Gutsbezirk) kam zum Amtsbezirk 19 Klein Besten des Kreises Teltow. Zum Amtsvorsteher wurde Rentmeister Brückert in Königs Wusterhausen gewählt. 1928 wurden Gemeinde- und Gutsbezirk Gallun zur Landgemeinde Gallun vereinigt.

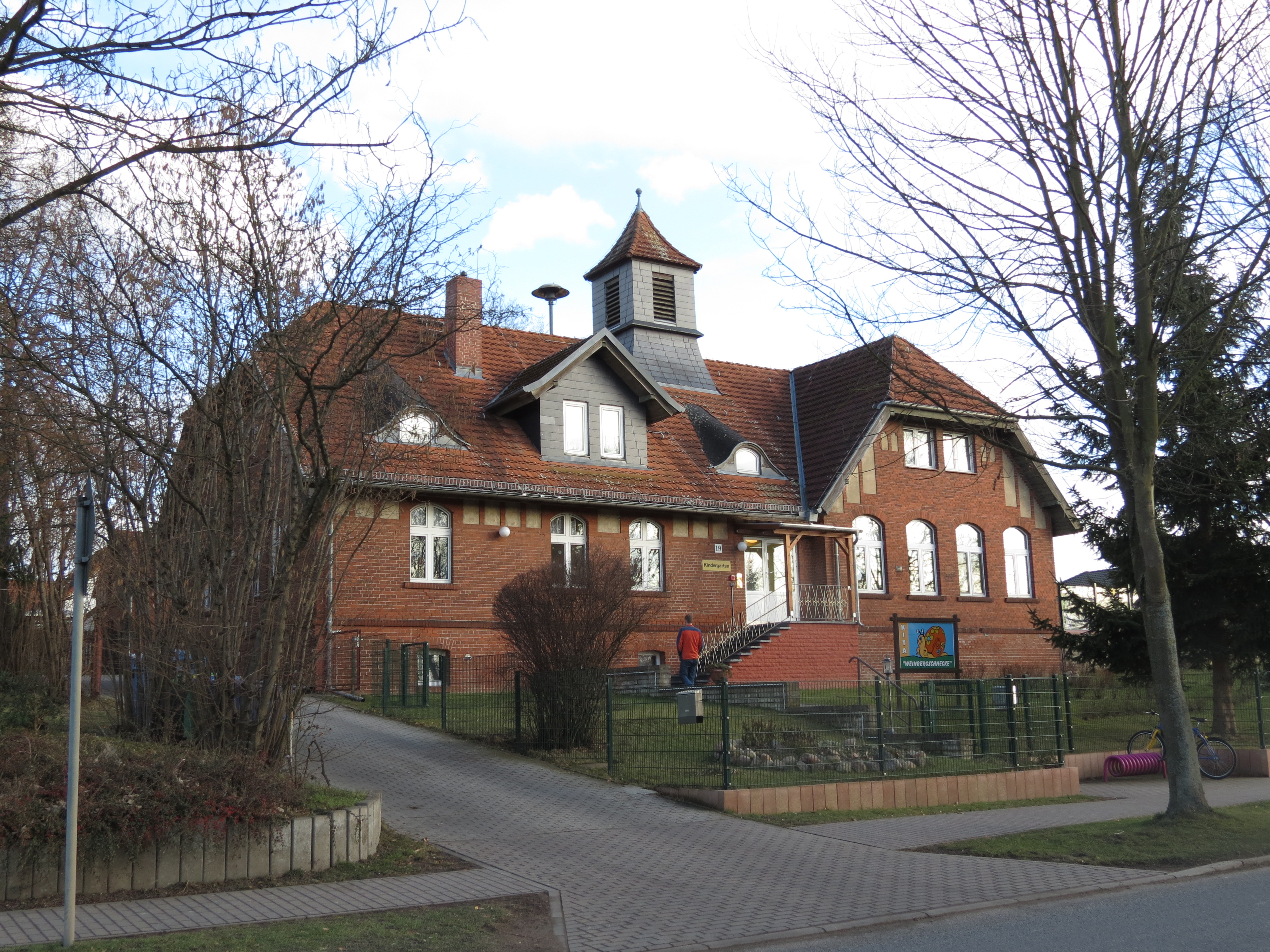
Kindergarten

1992 schloss sich Gallun mit sechs weiteren Gemeinden aus den Kreisen Königs Wusterhausen und dem Zossen sowie der Stadt Mittenwalde zum Amt Mittenwalde zusammen. Mit der Gemeindereform 2003 in Brandenburg wurde Gallun wie auch die anderen sechs Gemeinden zum 26. Oktober 2003 per Gesetz in die Stadt Mittenwalde eingegliedert. Das Amt Mittenwalde wurde aufgelöst und die Stadt Mittenwalde amtsfrei. Seither ist Gallun ein Ortsteil der Stadt Mittenwalde. Im Ortsteil Gallun wird ein Ortsbeirat bestehend aus drei Mitgliedern gewählt. Ortsvorsteher ist Hans-Ulrich Beese.

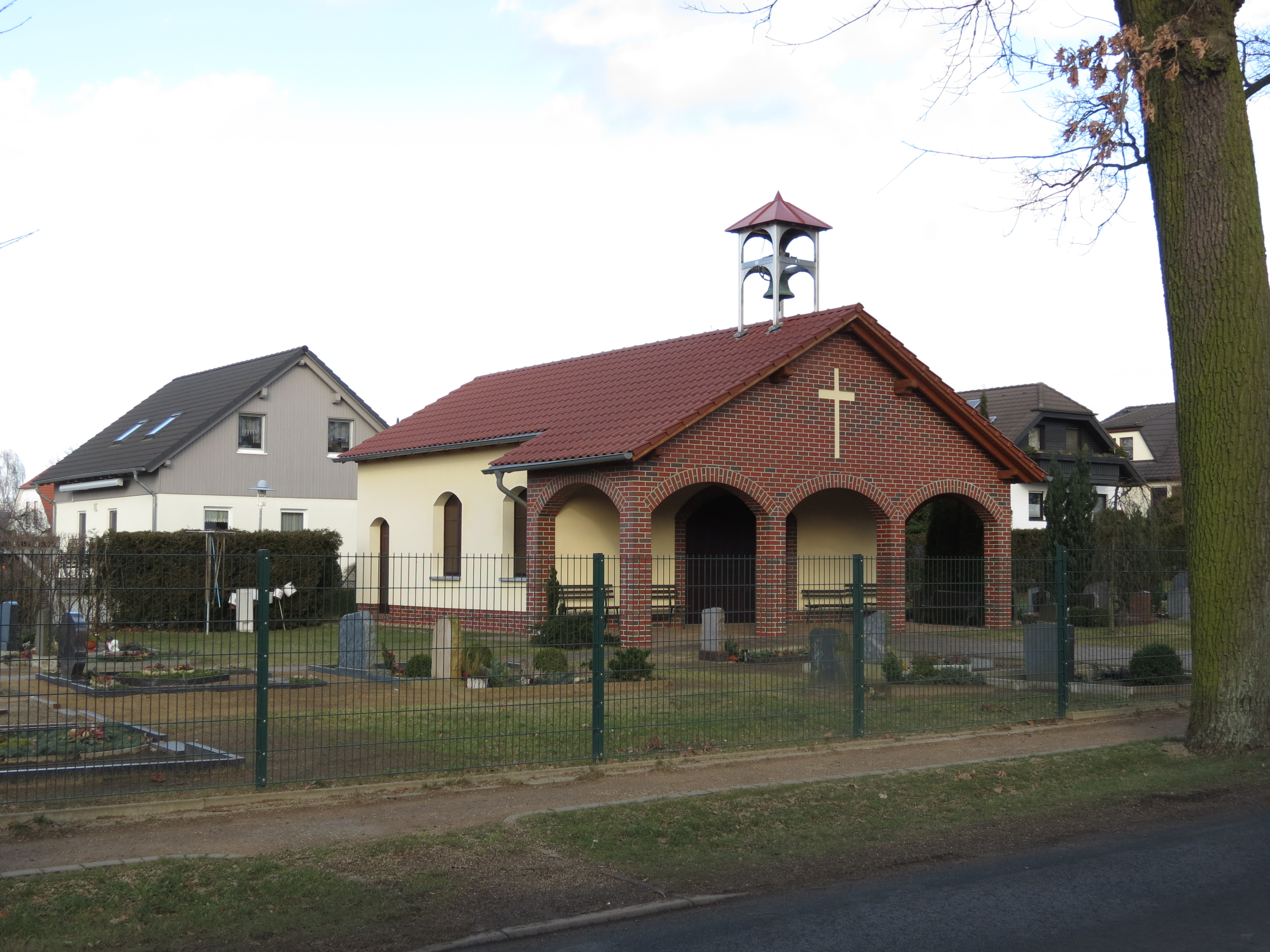
Friedhofskapelle

## Kirchliche Verhältnisse
Gallun hatte von 1652 bis 1680 eine eigene Pfarrstelle an der neu erbauten Kirche und gehörte zur Inspektion Mittenwalde. Danach mussten die Dörfler wieder nach Mittenwalde in die Kirche gehen. Die Kirche brannte 1803 und wurde nicht wieder aufgebaut.
1774 wurde in der Kirche von Gallun nicht gepredigt; die Bewohner mussten nach Mittenwalde zur Predigt gehen. Die Kirche wurde 1827 abgebrochen

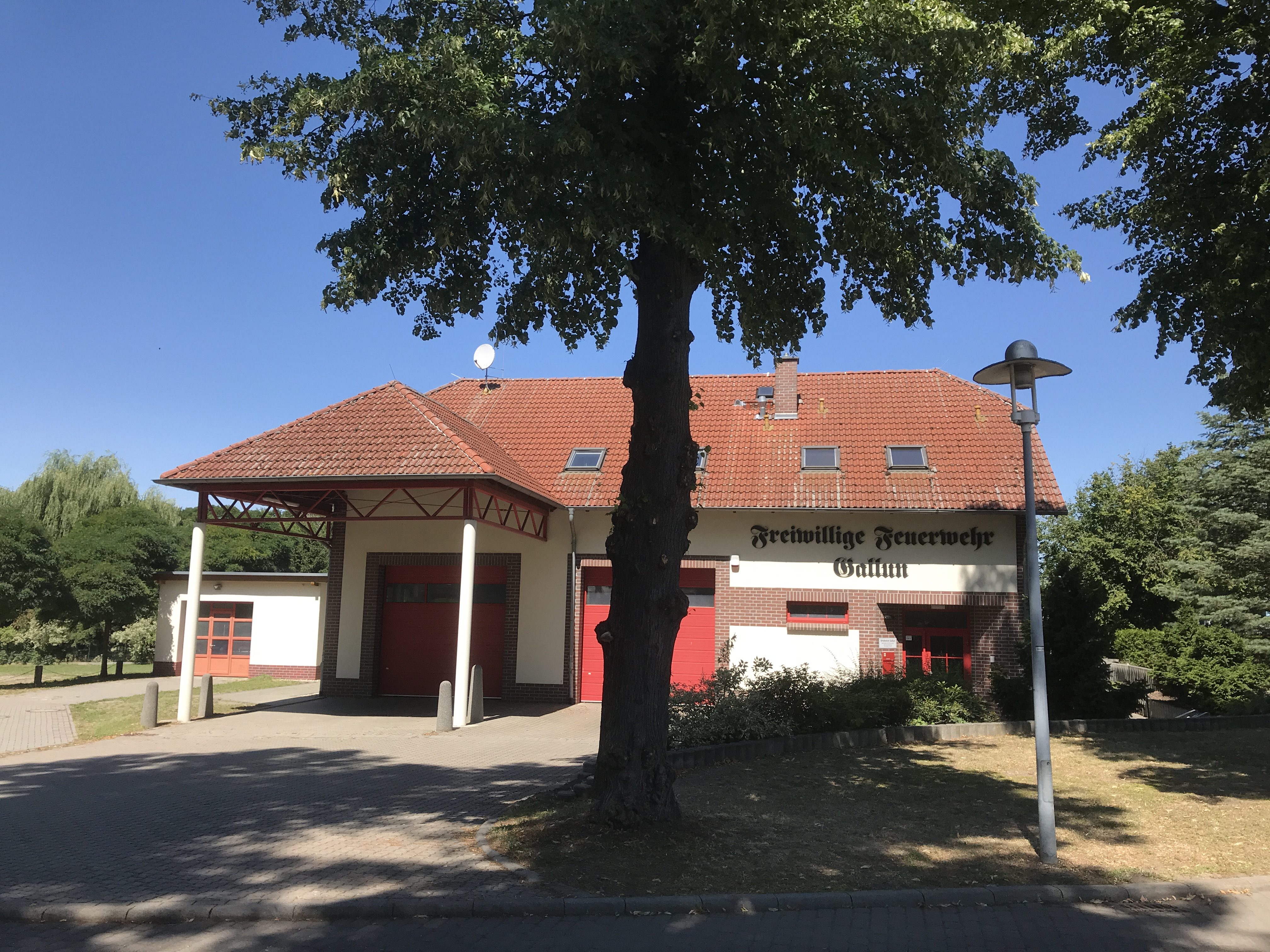
Freiwillige Feuerwehr Gallun

## Denkmale und Sehenswürdigkeiten
Die Denkmalliste des Landes Brandenburg für den Landkreis Dahme-Spreewald verzeichnet nur zwei Baudenkmale, wobei ersteres nicht mehr existiert, lediglich noch Ausstattungsstücke:
- Nr. 09140491 Teile der Ausstattung der 1803 abgebrannten Dorfkirche
- Nr. 09140447 Motzener Straße 26 Kleinbahnhof Gallun Süd mit Empfangsgebäude und Güterboden

Erwähnenswert ist auch ein alter Wegweiser an der Mittenwalder Chaussee und das Denkmal für die Toten des 1. und 2. Weltkriegs ebenfalls an der Mittenwalder Chaussee. Die Kapelle auf dem Friedhof besitzt eine Glocke, die von Paul Gerhardt geweiht wurde.
Als Bodendenkmal (Nr. 12672) geschützt ist der mittelalterliche bis neuzeitliche Friedhof, der mittelalterliche bis neuzeitliche Dorfkern und die Stelle der 1803 abgerissenen Kirche.

## Vereine, Festivitäten und Freizeit

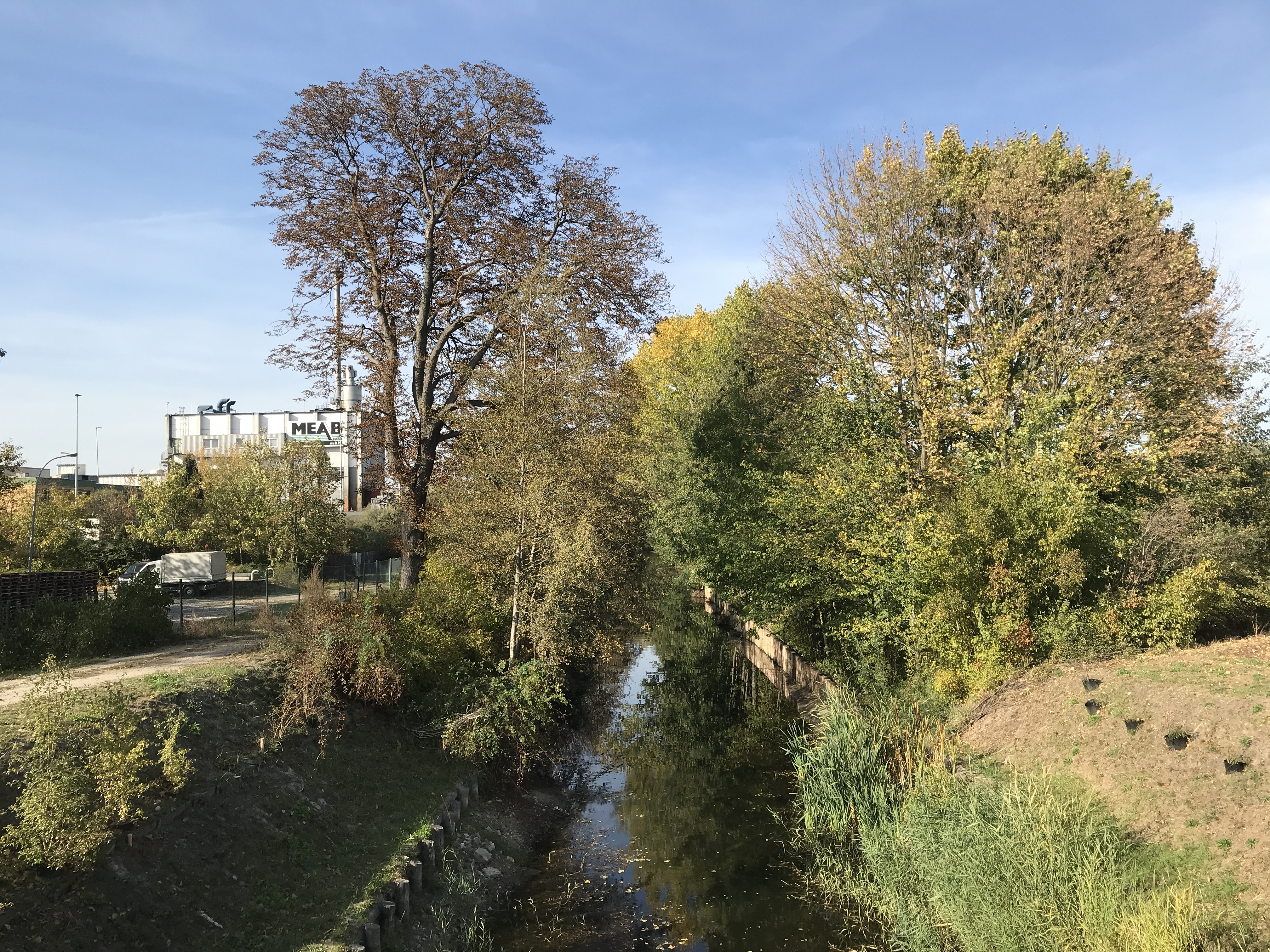
Galluner Kanal auf Höhe der Müllentsorgungsanlage

- Freiwillige Feuerwehr 1903 gegründet
- Schützenverein 1896 e. V. und 125. Schützenfest (2020)
- Draisinenbahn
- Galluner Kanal für Wassersportler
- Fontanewanderweg nach Mittenwalde
- Osterfeuer
- Knutfest